# Augsburg-Oberhausen-Süd
Oberhausen-Süd stellt einen von insgesamt 42 statistischen Stadtbezirken in der bayerischen Großstadt Augsburg dar und ist dem Planungsraum Oberhausen zugeordnet. Am 31. Dezember 2013 lebten etwa 6.150 Einwohner auf einer Fläche von 1,381 km².

## Geographie
Oberhausen-Süd grenzt – im Norden beginnend und dann dem Uhrzeigersinn folgend – an die Stadtbezirke Oberhausen-Nord, Links der Wertach-Nord, Links der Wertach-Süd, Kriegshaber und Bärenkeller. Die Grenzen folgen dabei – demselben Verlauf folgend – dem Bahnkörper Richtung Donauwörth, dem Nordfriedhof, der Bürgermeister-Bunk-Straße, dem Ufer des Hettenbachs, der Ulmer Straße, dem Bahnkörper Richtung Ulm und dem Oberen Schleisweg.

## Demographie
Am 31. Dezember 2013 lebten 6.158 Menschen innerhalb der Grenzen von Oberhausen-Süd, von denen 3.006 weiblichen Geschlechts waren – das ergibt einen Frauenanteil von 48,81 Prozent. 1.952 der Einwohner des Stadtbezirks hatten zum selben Zeitpunkt einen ausländischen Pass, was einem Ausländeranteil von 31,70 Prozent entspricht und somit über dem der Gesamtstadt (16,1 Prozent) liegt.

## Sehenswürdigkeiten
Das Gaswerk Augsburg wurde 1915 in Betrieb genommen und hat mit seinem acht Hektar großen Gelände zum Teil park- und schlossähnlichen Charakter. Es gilt als Denkmal von europäischem Rang und ist einzigartig in Bayern. Bis heute sind noch fast alle Gebäude erhalten und zwei verschiedene Gasbehälterarten (Teleskop- und Scheibengasbehälter) zu sehen. Seit 2001 ist das gesamte Gaswerk mit dem Gaskessel stillgelegt und wird derzeit zu einem Museum umgebaut.